# 凹翅擬守瓜
凹翅擬守瓜（学名：Paridea (Paridea）为金花蟲科擬守瓜屬下的一个种。